# Kružná
Kružná est un village de Slovaquie situé dans la région de Košice.

## Histoire
La première mention écrite du village date de 1327.
La localité fut annexée par la Hongrie après le premier arbitrage de Vienne le 2 novembre 1938. En 1938, on comptait 439 habitants dont 2 d'origine juive. Elle faisait partie du district de Rožňava (hongrois : Rozsnyói járás). Le nom de la localité avant la Seconde Guerre mondiale était Kerešovce/Kőrös. Durant la période 1938 - 1945, le nom hongrois Berzétekőrös était d'usage. À la libération, la commune a été réintégrée dans la Tchécoslovaquie reconstituée.

## Démographie

### Évolution de la population
| Année:               | 1994. | 2004.   | 2014.   | 2024.   |
| -------------------- | ----- | ------- | ------- | ------- |
| Nombre de personnes: | 545   | 522     | 475     | 445     |
| Différence:          |       | -4,22 % | -9,00 % | -6,31 % |

| Année:               | 2023. | 2024.   |
| -------------------- | ----- | ------- |
| Nombre de personnes: | 456   | 445     |
| Différence:          |       | -2,41 % |